# Moszczenica (Powiat Gorlicki)

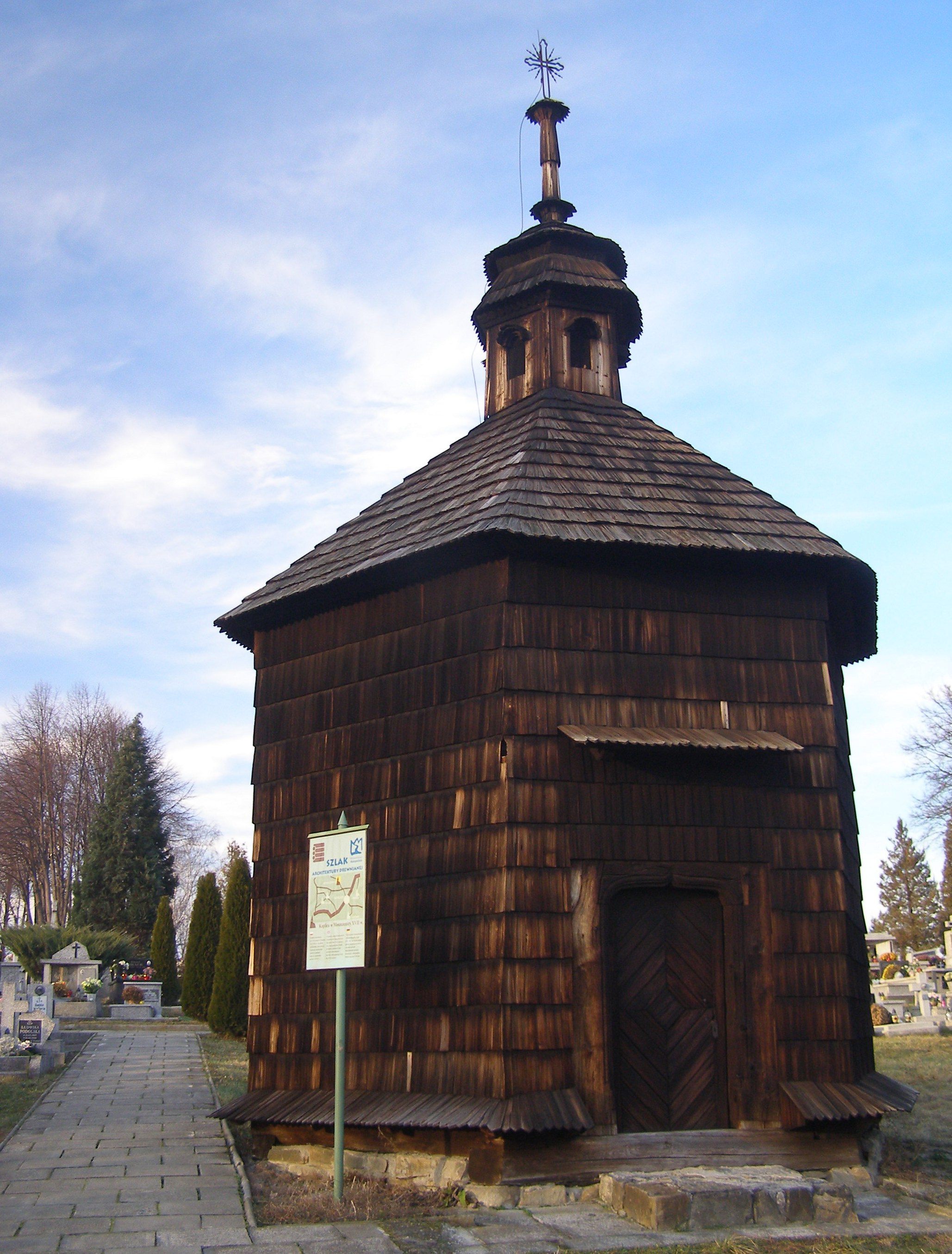
Holzkapelle

Moszczenica ist ein Dorf und Sitz der Gemeinde Moszczenica im Powiat Gorlicki in der Woiwodschaft Kleinpolen in Polen.

## Geographie
Der Ort liegt am Bach Moszczanka im Ciężkowice-Gebirge. Die Nachbarorte sind Staszkówka und Turza im Nordwesten, Sitnica im Nordosten, Bugaj, Kwiatonowice und Zagórzany im Osten, Mszanka im Süden, sowie Łużna im Westen.

## Geschichte
Der Ort auf dem gleichnamigen Fluss (in fluvio, qui Mosczenycza dicitur) wurde laut dem Gründungsprivileg König Kasimirs des Großen aus dem Jahr 1348 nach Deutschem Recht vom Lokator Jan Herbert auf 80 fränkischen Hufen gegründet. Das Gründungsprivileg sprach über die Aufhebung des polnischen Rechts, also gab es eine ältere Siedlung auf traditionellen polnischem Recht. Der Name Moszczenica ist entweder topographisch (moszennica – Coluteocarpus bris) oder vom Wort most (Brücke) abgeleitet. Später wurde Moszczenica als zwei Orte erwähnt: Moszczenica Polska (wörtlich Polnisch, später Moszczenica Dolna, wörtlich Nieder, bachabwärts) und Moszczenica Niemiecka (wörtlich Deutsch, später Moszczenica Górna – Ober [aufwärts]).
Die erste römisch-katholische Holzkirche, 12 m lang, 6 bis 7 weit, mit 3 Kirchenschiffen, wurde in der Mitte des 14. Jahrhunderts errichtet.
Im Jahr 1393 war der Schultheiß in Moschnicz ein gewisser Lupold (Lewpoldus), danach Marcisz Wrocimowic.
Der Ort gehörte zunächst zum Königreich Polen (ab 1569 in der Adelsrepublik Polen-Litauen), Woiwodschaft Krakau, Kreis Biecz, und zwar um das Jahr 1600 war das Dorf Moszczenica Niemiecka (Górna) eines der größten im Kreis mit über 400 Einwohnern. Bei der Ersten Teilung Polens kam Moszczenica 1772 zum neuen Königreich Galizien und Lodomerien des habsburgischen Kaiserreichs (ab 1804). Ab dem Jahr 1855 gehörte Moszczenica zum Bezirk Gorlice.
1918, nach dem Ende des Ersten Weltkriegs und dem Zusammenbruch der k.u.k. Monarchie, kam Moszczenica zu Polen. Unterbrochen wurde dies nur durch die Besetzung Polens durch die Wehrmacht im Zweiten Weltkrieg. Von 1975 bis 1998 gehörte Moszczenica zur Woiwodschaft Krosno.

## Persönlichkeiten
- Leon Wałęga (1859–1933), römisch-katholischer Geistlicher, Bischof von Tarnów